# Viorel Ferfelea
Viorel Ferfelea (Bucareste, Roménia, 26 de Abril de 1985) é um futebolista romanês.